# Klaviersonate Nr. 7 (Mozart)
Die Klaviersonate Nr. 7 in C-Dur, KV 309 (284b) von Wolfgang Amadeus Mozart ist eine Klaviersonate in drei Sätzen. Neben der Klaviersonate D-Dur KV 311 (284c) gehört sie zu den Mannheimer Sonaten, die zwischen 1777 und 1778 im Verlauf einer längeren, schließlich nach Paris führenden Gastspielreise in Mannheim entstanden sind.
Die durchschnittliche Dauer beträgt 16 Minuten.

## Sätze

### 1. Satz: Allegro con spirito
Der Kopfsatz weist keine Sonderformen auf und entspricht regelgerecht dem Standard der Sonatenhauptsatzform. Der Themenkopf besteht aus einem gebrochenen Dreiklang: Nach einem Quartsprung von C auf G nach unten folgt ein Sextsprung auf E nach oben und endet auf den ersten Ton, dem C. Daraufhin folgt eine bis zu fünftaktige Antwort. Das Thema beginnt erneut in Takt acht. Inhaltlich werden zwischen Takt 15 und 21 die Motive verarbeitet. Daraufhin folgen Skalen, die zum Seitenthema führen, welches nun in der Dominanten G-Dur steht. Das singbare Thema besteht aus vier mal zwei Takten, wobei das Thema passagenweise und variiert wiederholt wird. Die Exposition endet mit einer Schlussgruppe in Takt 58. Über g-Moll und die Verarbeitung der Themen wird die Reprise in Takt 94 erreicht, die ungefähr der Exposition entspricht, wobei das Seitenthema in der Tonika erscheint.

### 2. Satz: Andante un poco adagio
Der Andante-Satz ist ein „Porträt“ seiner Schülerin Rose Cannabich, die 13-jährige Tochter des Mannheimer Kapellmeisters Christian Cannabich. Mozart sagte zum zweiten Satz: „Wie das Andante, so ist sie … ein sehr schönes artiges Madl. Sie hat für ihr alter sehr viell vernunft und gesetztes weesen; sie ist seriös, redet nicht viell, was sie aber redet, geschieht mit anmuth und Freundlichkeit.“ Das zweite Thema besteht aus dem Formschema AB–AB'.

### 3. Satz: Rondo (allegretto grazioso)
Das Formschema des Rondo kann vereinfacht mit A–B–A'–C dargestellt werden. Es ist vergleichbar mit einem Sonatenrondo, wobei A die Exposition und A' die Reprise darstellt, B als Durchführung gesehen und C als Coda bezeichnet werden kann.